# Jeantaud, Linet y Lainé
Jeantaud, Linet y Lainé es un óleo sobre lienzo realizado por Edgar Degas en 1871.
El encuadre cercano representa a estos tres hombres sentados en el interior de un café, en un momento de clara relajación: los tres retratados en la pintura habían sido compañeros del pintor durante la guerra franco-prusiana en el sitio de París de 1870. Actualmente se conserva en el Museo de Orsay, París.